# Stazione di Palmi
Stazione di Palmi vasútállomás Olaszországban, Palmi településen.

## Vasútvonalak
Az állomást az alábbi vasútvonalak érintik:
- Battipaglia–Reggio di Calabria-vasútvonal

## Kapcsolódó állomások
A vasútállomáshoz az alábbi állomások vannak a legközelebb:
- Taureana railway station
- Stazione di Bagnara